# Eudioctria beameri
Eudioctria beameri là một loài ruồi trong họ Asilidae. Eudioctria beameri được Wilcox & Martin miêu tả năm 1941. Loài này phân bố ở vùng Tân Bắc giới.